# Großer Schaftwald

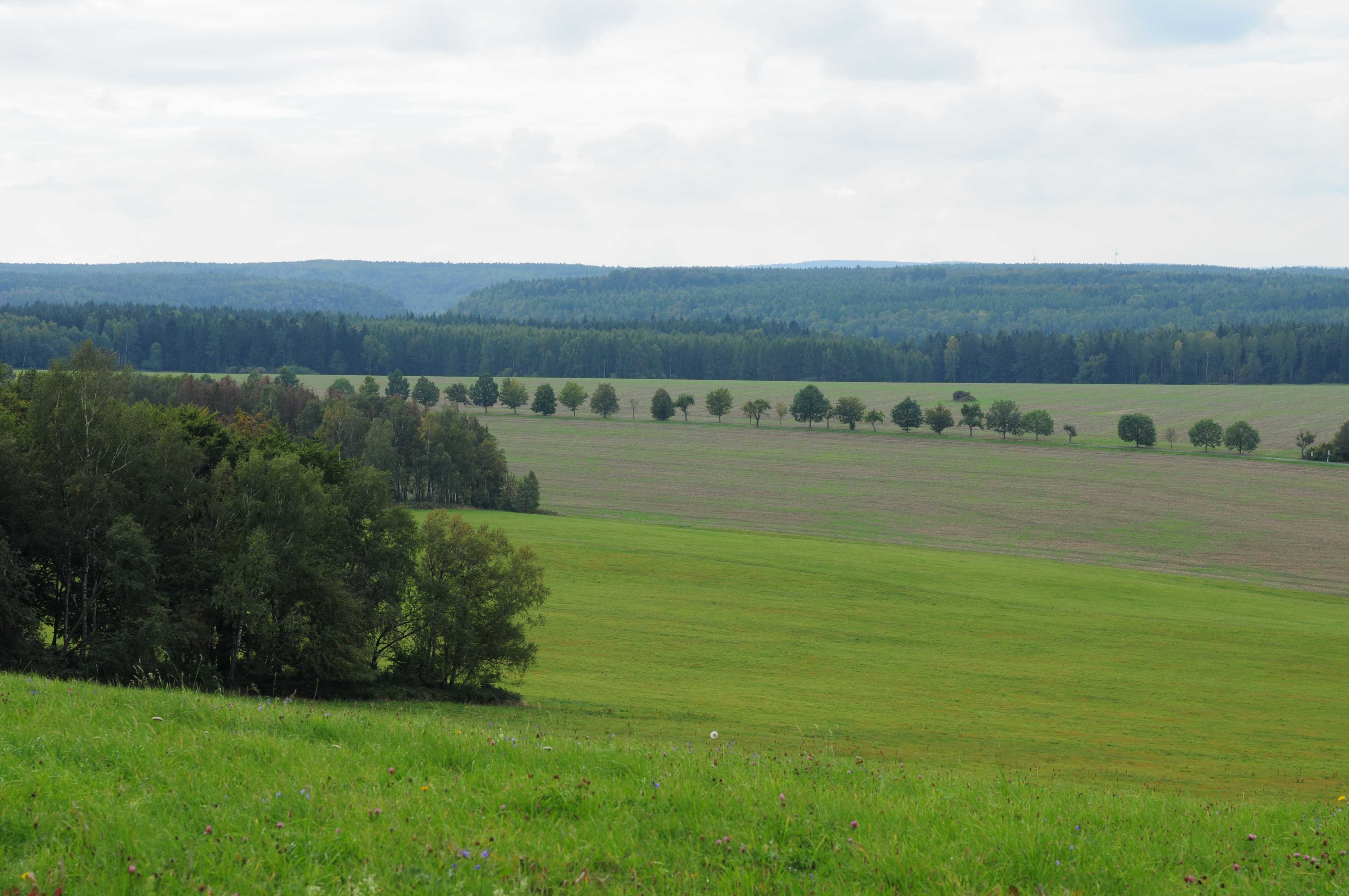
Blick über das Bielatal zum Großen Schaftwald (rechte Bildseite)

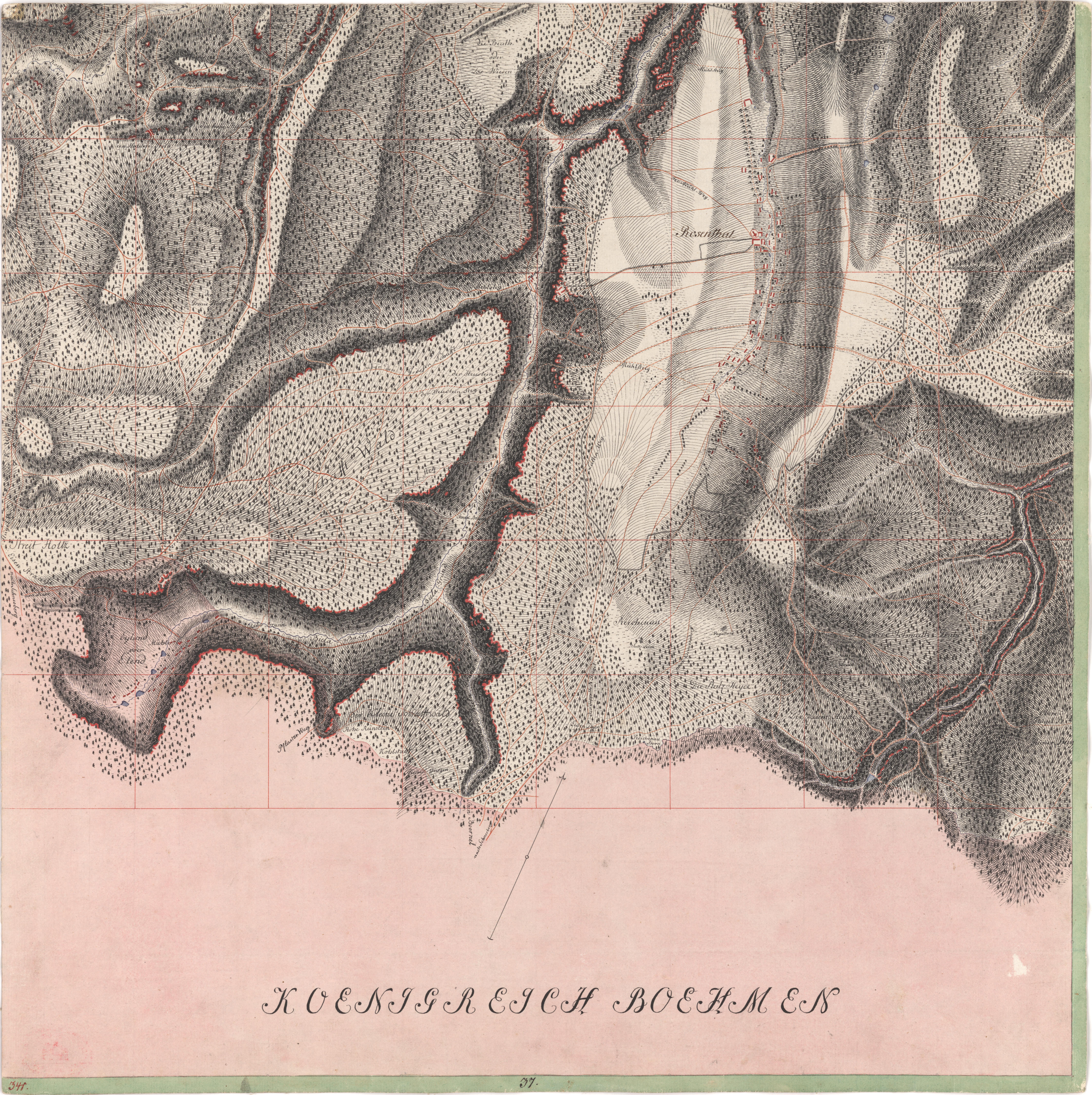
Der Große Schaftwald (Mitte links) auf dem Meilenblatt Nr. 341 Berliner Exemplar (datiert 1782)

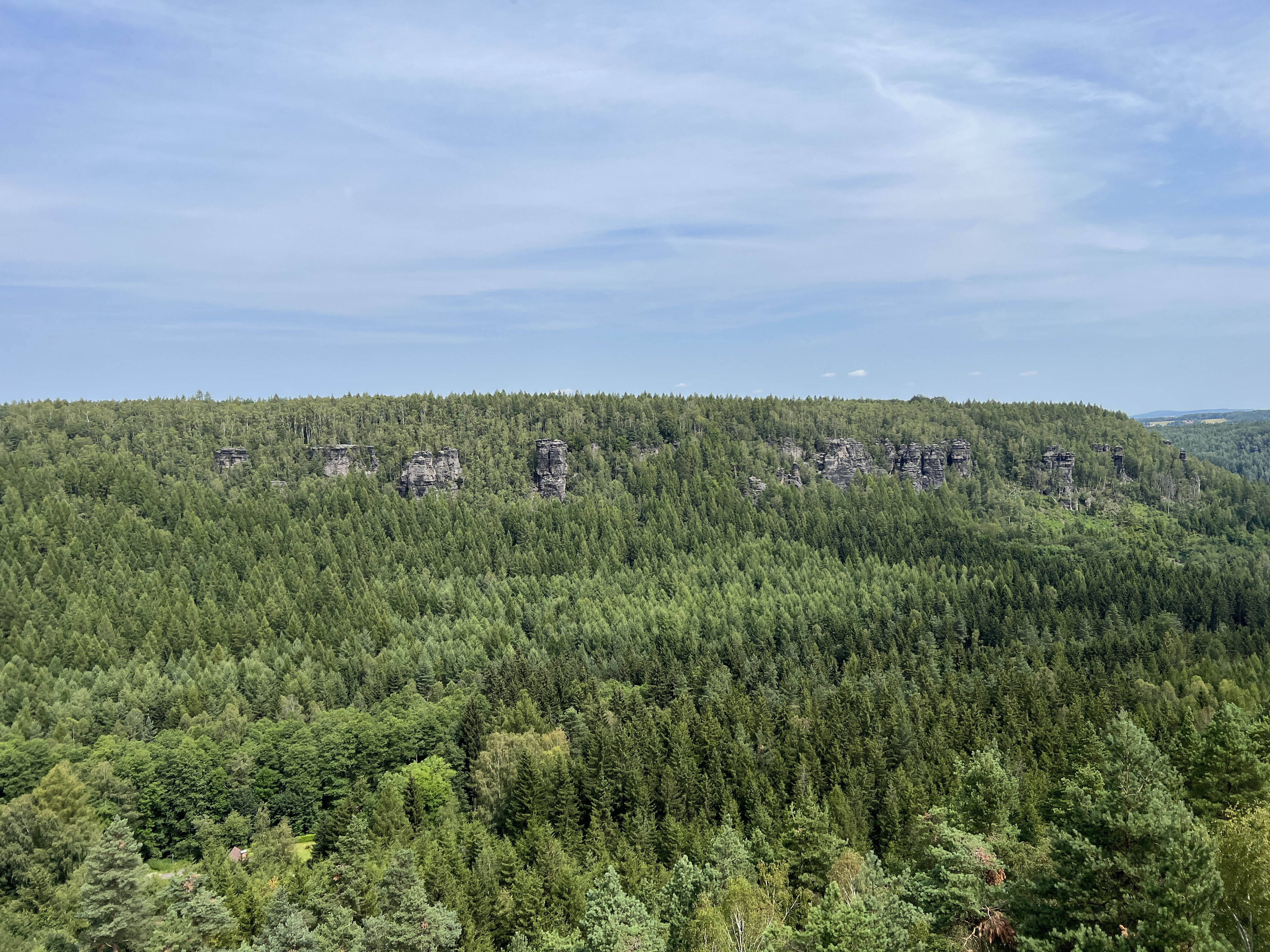
Blick von den Eilander Felsen (CZ) zur Felsengruppe Grenzplatte, einem südlichen Abschnitt des Großen Schaftwaldes

Der Große Schaftwald ist ein sächsisches Waldgebiet im Landkreis Sächsische Schweiz-Osterzgebirge südwestlich der Ortslage Rosenthal am Rande des oberen Bielatales.

## Geographischer Überblick
Das Waldgebiet am Südwestrand der Sächsischen Schweiz ist ein unbewohntes Areal und befindet sich in einer von weiteren Wäldern geprägten Gegend. Es wird an seiner westlichen Flanke durch den Glasergrund mit dem Glasergrundweg sowie im Osten und Südosten durch den oberen Abschnitt des Bielatals begrenzt. Die Bewaldung reicht bis in die Talzonen herab. Im Süden grenzt es in Sachsen an den Forstort Streitwald sowie an die deutsch-tschechische Grenze unweit des Dorfes Ostrov (Eiland). Der Große Schaftwald liegt aktuell im Revier 04 Ottomühle des Forstbezirks Neustadt.
Es gibt innerhalb des Waldgebietes zwei Forstortbezeichnungen. Im Norden ist das der Vordere Große Schaftwald und im Süden der Hintere Große Schaftwald.
Der Name „Schaftwald“ ist in variierenden Schreibungen seit dem 16. Jahrhundert belegt, auf der Karte von Matthias Oeder ist „schachtwaldt“ vermerkt und das Meilenblatt von 1782 weist den Forstort als „der Grosse Schafftwald“ aus. Erklärt wird der Name mit der Bedeutungsübertragung von Speerstange auf eine Messlatte. Aus dem mittelhochdeutschen „schaft“ entstand das Wort „schacht“ für ein Flächenmaß, das etwa eine Quadratrute ausmachte.

## Geologie
Der Große Schaftwald erstreckt sich auf einer plateauförmigen Sandsteinebene, die von Süden (528 m) nach Norden (etwa 420 m an Felsenoberkante) um etwas mehr als 100 m an Höhenunterschied verliert. Das Waldareal nimmt durch die felsige Geländesituation an seinen Rändern etwa die Form eines Keiles an, dessen spitz auslaufender Bereich im Norden liegt und der im Südosten durch das obere Bielatal eine nach innen gerichtete Krümmung aufweist.
Dieser Bereich des Elbsandsteins gehört zu den Schmilkaer Schichten im Unterturonium der Elbtalkreide. Am Rande des nördlichen, östlichen und südlichen Abschnitts des Großen Schaftwaldes befinden sich senkrechte und stark zergliederte Felswände mit teilweise bizarren Formen. Der fein- bis mittelkörnige Quarzsandstein (etwa 23 bis 33 m mächtig, untere Korngröße bei etwa 0,33 mm) der „Labiatus-Zone“ (alternativ: „labiatus-Quadersandsteine“) ist hier ausschließlich vertreten und bildet diese Felswände. Die Gipfelköpfe der vielfach turmartig ausgebildeten Felsen an den Rändern der Platte bestehen aus einer gröberen Sandsteinschicht (Obere grobe Bank, etwa 2 m mächtig) deren Korndurchmesser 7 mm erreichen kann.
Die Zusatzbezeichnung „labiatus“ verweist auf das Leitfossil in dieser Sandsteinfazies, die Muschel Inoceramus (Mytiloides) labiatus Schloth.
An der Nordecke des Großen Schaftwaldes befindet sich die Bennohöhle. Sie ist die tiefste Kluftüberdeckungshöhle der Sächsischen Schweiz. Sie entstand durch das Abkippen von Sandsteinfelsen über der wasserstauenden Schicht des Mergels an der Basis des Labiatussandsteins.
Zwei weitere Höhlen liegen im südlichen Teil des Großen Schaftwaldes direkt an der Staatsgrenze, die Obere und Untere Grenzweghöhle.
Die Ebene des Großen Schaftwaldes ist ausgesprochen wasserarm und deshalb finden sich auf ihr keine Wasserläufe. Der poröse Sandstein ermöglicht ein schnelles Versickern aller Niederschlagswässer bis hinab zu der nur sehr gering wasserdurchlässigen Basis seines Schichtenaufbaus, die eine dünne Zone aus teils tonig-schluffigen oder tonig-sandigen Ablagerungen (Unter-Turonium, Brießnitz-Formation) bildet (Grundwassersohle). Sie ist jedoch im linkselbischen Gebiet der Sächsischen Schweiz nach Süden hin von unterschiedlicher Stärke und mitunter nicht feststellbar. Im oberen Bielatal zwischen Ostrov/Eiland (CZ) und kurz vor der Einmündung der Dürren Biela tritt am Fuße der Felsenwände bereits der tiefer liegende Sandstein des Obercenomaniums in den unteren Talzonen hervor. Dieser wirkt sich durch die schluffige Ausprägung seiner obersten Schicht ebenso als sperrende Zone (Grundwasserstauer) aus, so dass das im Labiatussandstein absinkende Grundwasser hier nicht weiter tiefer gelangen kann und daher in dieser Zone über mehrere Quellen zur Oberfläche austritt. Diese hydrologischen Gegebenheiten bewirkten in der regionalen Besiedlungsgeschichte, dass sich im Horizont der „Labiatusstufe“ keine menschlichen Ansiedlungen entwickelten bzw. über längere Zeiten bestanden. Der Talgrund des Glasergrunds ist mit Feinschutt aus der Weichsel-Kaltzeit des anstehenden Sandsteins bedeckt.

## Wegesystem
Das Wegesystem im Großen Schaftwald ist stark von der Geländeform beeinflusst. Sowohl der Glasergrundweg (Flügel G, heute Theilemannweg) als auch der Bielagrundweg, beide sind die hier am besten ausgebauten Verkehrswege, liegen unterhalb der Felsengruppen am Rande der Sandsteintafel. Der südliche Abschnitt des Glasergrundwegs, der durch den anschließenden Streitwald führt, ist auf älteren topografischen Karten gelegentlich als Tyssaer Straße eingetragen.
Von der Gebäudegruppe Ottomühle zweigt im Bielatal ein Wanderweg (rote Markierung) ab, der am Nordosthang des Großen Schaftwaldes dessen Tafelfläche erreicht und sich als Wormsbergweg auf ihr in Richtung SSW in nahezu gerade Linie zum Aussichtspunkt Grenzplatte oberhalb der Siedlung Ostrov/Eiland erstreckt.
Von der Wegegablung am Kalter-Küchen-Weg im Glasergrund führt unterhalb des Felsens Schaftwaldturm der Schaftwaldweg herauf. Er mündet in der Mitte des Großen Schaftwaldes in den Wormsbergweg.
Der Mittelweg zweigt im Norden, wo der Wormsbergweg die Tafelfläche erreicht, von diesem ab und windet sich im Westen des Großen Schaftwaldes in Richtung Süden, wo er am Forstort Streitwald in den Glasergrundweg einmündet.